# Jordan Semedo
Jordan Semedo Varela (Nizza, 15 gennaio 2003) è un calciatore capoverdiano con cittadinanza francese, difensore dello Slavia Sofia.

## Carriera

### Club
Camara è cresciuto nel settore giovanile del Monaco, nel 2021 è stato assegnato alla seconda squadra, militante nel Championnat National 2, la quarta divisione francese; nell'arco di un biennio gioca 21 partite e segna una rete in questa categoria. Il 28 giugno 2023 è stato ceduto in prestito al Cercle Bruges, con cui ha debuttato nella prima divisione belga il 30 luglio seguente nell'incontro di perso 1-0 contro l'Anversa.
Rimasto svincolato a fine stagione, il 26 settembre ha firmato un contratto triennale con lo Slavia Sofia, club della prima divisione bulgara.

### Nazionale
Ha giocato nella nazionale francese Under-19. Il 10 maggio 2023 è stato convocato dalla Francia Under-20 per disputare il campionato mondiale di categoria.
Nel 2025 ha scelto di optare per la nazionale capoverdiana, con cui ha esordito il 29 maggio nell'amichevole pareggiata 1-1 contro la Malaysia.

## Statistiche

### Presenze e reti nei club
Statistiche aggiornate al 3 novembre 2024.
| Stagione        | Squadra         | Campionato      | Campionato | Campionato | Coppe nazionali | Coppe nazionali | Coppe nazionali | Coppe continentali | Coppe continentali | Coppe continentali | Altre coppe | Altre coppe | Altre coppe | Totale | Totale | Totale |
| Stagione        | Squadra         | Comp            | Pres       | Reti       | Comp            | Pres            | Reti            | Comp               | Pres               | Reti               | Comp        | Pres        | Reti        | Pres   | Reti   |        |
| --------------- | --------------- | --------------- | ---------- | ---------- | --------------- | --------------- | --------------- | ------------------ | ------------------ | ------------------ | ----------- | ----------- | ----------- | ------ | ------ | ------ |
| 2021-2022       | Monaco 2        | N2              | 21         | 1          | -               | -               | -               | -                  | -                  | -                  | -           | -           | -           | 21     | 1      |        |
| 2023-2024       | Cercle Bruges   | PL              | 14         | 0          | CB              | 1               | 0               | -                  | -                  | -                  | -           | -           | -           | 15     | 0      |        |
| 2024-2025       | Slavia Sofia    | 1L              | 11         | 2          | CB              | 2               | 0               | -                  | -                  | -                  | -           | -           | -           | 13     | 2      |        |
| Totale carriera | Totale carriera | Totale carriera | 46         | 3          |                 | 3               | 0               |                    | -                  | -                  |             | -           | -           | 49     | 3      |        |

### Cronologia presenze e reti in nazionale
| Cronologia completa delle presenze e delle reti in nazionale ― Capo Verde | Cronologia completa delle presenze e delle reti in nazionale ― Capo Verde | Cronologia completa delle presenze e delle reti in nazionale ― Capo Verde | Cronologia completa delle presenze e delle reti in nazionale ― Capo Verde | Cronologia completa delle presenze e delle reti in nazionale ― Capo Verde | Cronologia completa delle presenze e delle reti in nazionale ― Capo Verde | Cronologia completa delle presenze e delle reti in nazionale ― Capo Verde | Cronologia completa delle presenze e delle reti in nazionale ― Capo Verde |
| Data                                                                      | Città                                                                     | In casa                                                                   | Risultato                                                                 | Ospiti                                                                    | Competizione                                                              | Reti                                                                      | Note                                                                      |
| ------------------------------------------------------------------------- | ------------------------------------------------------------------------- | ------------------------------------------------------------------------- | ------------------------------------------------------------------------- | ------------------------------------------------------------------------- | ------------------------------------------------------------------------- | ------------------------------------------------------------------------- | ------------------------------------------------------------------------- |
| 29-5-2025                                                                 | Kuala Lumpur                                                              | Malaysia                                                                  | 1 – 1                                                                     | Capo Verde                                                                | Amichevole                                                                | -                                                                         | 85’                                                                       |
| Totale                                                                    |                                                                           | Presenze                                                                  | 1                                                                         |                                                                           | Reti                                                                      | 0                                                                         |                                                                           |